# Mưa bụi

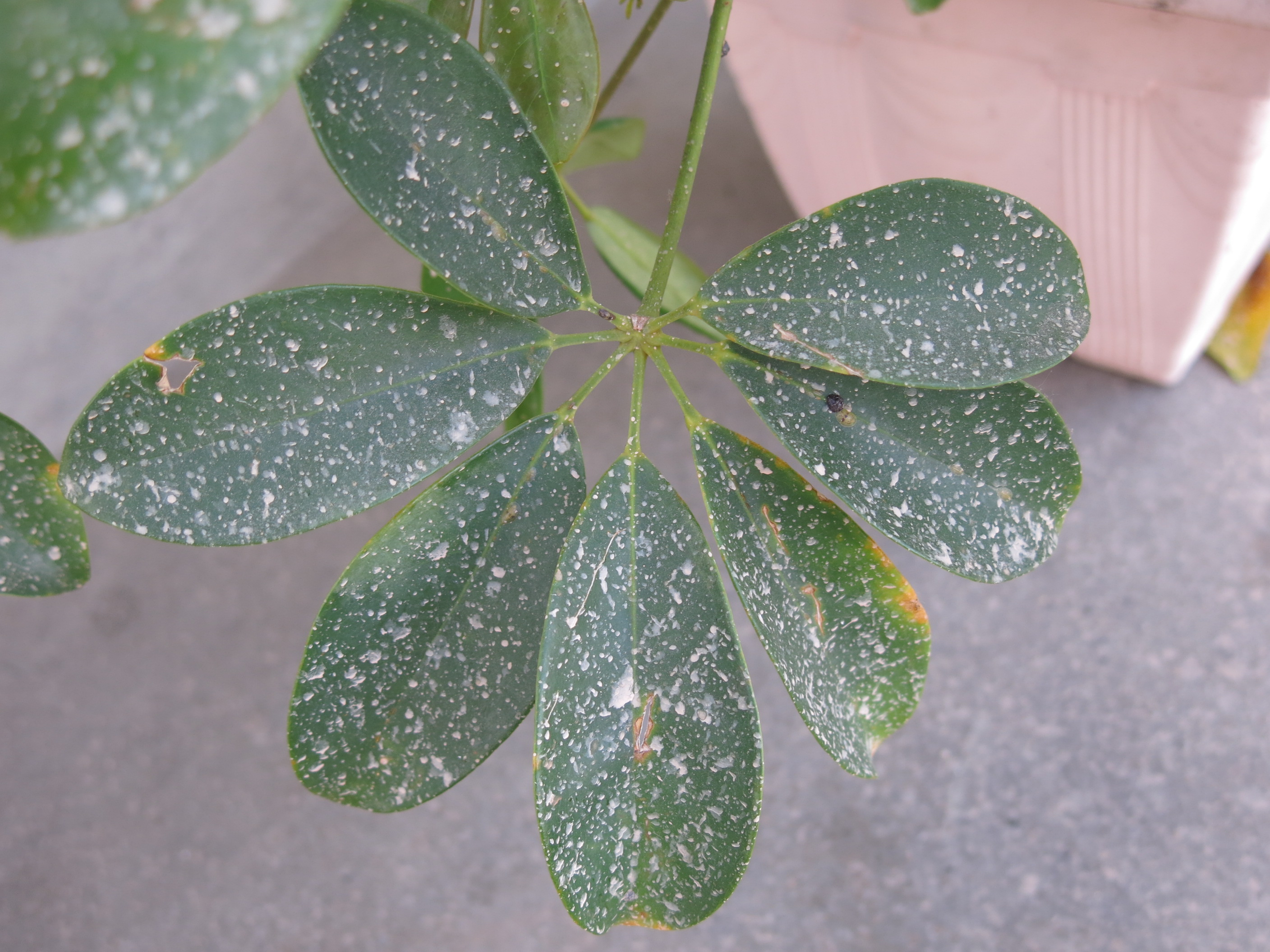
Lá của Schefflera này cho thấy những vết bụi của bụi mưa (gần Paris, Pháp)

Mưa bụi hoặc bụi tuyết, theo truyền thống được gọi là mưa bùn, mưa đỏ hoặc mưa màu, là một loại mưa (hoặc bất kỳ hình thức mưa nào khác) có chứa bụi sa mạc, chúng to đủ để có thể nhìn thấy mà không cần sử dụng kính hiển vi.

## Lịch sử
Hiện tượng bụi mưa được nghiên cứu bởi nhà khoa học người Ý Giuseppe Maria Giovene (1753-1837), người đã giải thích chính xác hiện tượng này vào đầu năm 1803. Vào ngày 7 tháng 3 năm 1803, bụi mưa rơi xuống vùng Apulia của miền Nam nước Ý. Vào thời điểm đó, mọi người tin rằng mưa là do vụ nổ của núi lửa Vesuvius hoặc Etna của Ý gây ra, hoặc đó là do sự vận chuyển vật chất đến từ đáy biển và bốc lên bởi hơi nước. Giuseppe Maria Giovene liên quan đến hiện tượng gió xảy ra trước sự kiện mưa và ông đã đi đến kết luận rằng cát đến từ châu Phi và nó đã bị gió đẩy từ phía đông nam.

## Địa lý
Bụi mưa phổ biến ở Tây và Nam Địa Trung Hải, nơi được cung cấp bụi đến từ các áp thấp khí quyển đi qua khu vực phía bắc của Bắc Phi. Các nguồn bụi sa mạc chính đến Bán đảo Iberia và Quần đảo Balearic dưới dạng bụi được vận chuyển bằng gió hoặc mưa từ sa mạc Sahara, dãy núi Atlas ở Morocco và Trung Algeria.
Mưa bùn xảy ra tương đối thường xuyên và đã gia tăng vào đầu những năm 1990 ở lưu vực Địa Trung Hải.
Nó cũng xảy ra ở các vùng sa mạc khô cằn ở Bắc Mỹ như phía tây Texas hoặc Arizona. Nó thỉnh thoảng xảy ra ở đồng cỏ như một cơn mưa đã xảy ra ở Bexar County, Texas vào ngày 18 tháng 3 năm 2008.
Nó cũng có thể xảy ra ở một số vùng miền Nam Ý (cát đến từ Bắc Phi), nhưng đó là một hiện tượng rất hiếm.

## Thành phần bụi
Bụi mưa mang tính kiềm. Một số hạt lớn chứa hỗn hợp các hóa chất như sunfat và muối biển (chủ yếu là natri, clo và magnesi). Các khoáng chất chính theo thứ tự giảm dần là: illite, thạch anh, smectite, fadegorskite, kaolinite, calcite, dolomite và fenspat.  Ở Mallorca, một nghiên cứu cho thấy kích thước, tính theo thể tích, 89% các hạt từ phần bụi mưa tương ứng là phù sa (trong khoảng 0,002 mm và 0,063 mm) và hầu như không có các hạt có kích thước như hạt đất sét (dưới 0,29%).

## Tầm quan trọng
- Các hạt bụi mà mưa mang theo rất quan trọng cho sự hình thành của đất lâu dài, một phần lớn, chống lại những ảnh hưởng của xói mòn đất. Lượng chất rắn trong bụi mưa được ước tính là 5,3 gam trên m 2 (trong một nghiên cứu được thực hiện ở Montseny, Catalonia)   ở vị trí này, bụi cung cấp 34% lượng calci cần thiết cho cây sồi holm. Lượng lắng đọng của các hạt bụi rất thay đổi tùy theo năm.
- Bụi Sahara làm tăng đáng kể độ pH của nước mưa. Điều này có thể chống lại tác động của mưa axit.
- Phóng xạ từ thảm họa Chernobyl được mang theo bụi mưa đến Hy Lạp năm 2000.[6]

## Mưa máu/đỏ
Bụi mưa là nguyên nhân phổ biến nhất xảy ra mưa máu.
Tuy nhiên, mưa đỏ không phải lúc nào cũng là mưa bụi, ví dụ mưa đỏ xảy ra ở Kerala.